# 布里加赫河
布里加赫河（德语：Brigach）流經德國巴登-符騰堡州，與布雷格河同為多瑙河源流，但較布雷格河短約6公里，發源於黑森林地區St. Georgen境內海拔925公尺處，主要城市有菲林根-施文寧根及最後與布雷格河匯流處的多瑙艾辛根，自多瑙艾辛根後的河段則稱多瑙河。

## 外部連結
- 布里加赫河圖片 （页面存档备份，存于） （德文）